# خانه محمدحسین علمدار
خانه محمد حسین علمدار مربوط به دوره قاجار است و در شیراز، محله سرباغ، بن‌بست هوایی، پ۸۲ واقع شده و این اثر در تاریخ ۱۰ خرداد ۱۳۸۲ با شمارهٔ ثبت ۸۶۶۶ به‌عنوان یکی از آثار ملی ایران به ثبت رسیده است.